# Charlot attore
Charlot attore (His New Job), noto anche con il titolo Charlot principiante, è un cortometraggio del 1915 diretto e interpretato da Charlie Chaplin. Si tratta nuovamente di uno spaccato degli studios cinematografici dell'epoca, come già in Charlot entra nel cinema, girato con la Keystone.

## Trama
Aspirante attore, Charlot, viene ingaggiato dalla produzione per un film storico in costume e affidato dapprima al macchinista per coadiuvarlo nell'allestimento del set, e dove Chaplin ha modo di improvvisare gustose gag utilizzando i comuni attrezzi di scena che si troverà tra le mani compresa una sega con la quale si proverà ad affettare il posteriore del compare e il conturbante tu per tu con la statua desnuda che magneticamente attira il suo sguardo a dispetto della volontà.
Il ritardo per le riprese del attore protagonista offre la possibilità a Charlot di prenderne il posto indossandone l'uniforme, di tre traglie più grande, di Ufficiale Ussaro con spada al seguito, e dopo adeguata spulciatura, il relativo colbacco. Ma l'imperizia nel maneggiare la spada, la goffaggine del portamento e la tempistica sfasata faranno infuriare il regista; la diva imperatrice, solennemente accompagnata dall'ufficiale, si vedrà spogliata della sottoveste salendo la scalinata d'onore; l'intera troupe ne risulterà frastornata, e qualcuno anche infilzato, dall'inettitudine del goffo Ufficiale Ussaro.

## Produzione
Il film fu prodotto dalla Essanay Film Manufacturing Company. Venne girato a Chicago, dove la casa di produzione aveva la sua sede principale.
Ufficialmente il trentaseiesimo film di Chaplin da inizio carriera, il primo con la casa di produzione Essanay che era riuscita a strapparlo a Mack Sennett grazie ad un contratto che prevedeva $1.250 la settimana più un bonus d'ingaggio di circa $10.000 alla firma dello stesso, ma che, con gran disappunto di Chaplin, gli sarà versato solamente dopo che le prevendite della farsa risulteranno di gran lunga superiori a qualsiasi altra produzione Essanay precedente: uno dei due soci non credeva ancora che Chaplin valesse tutti quei soldi, Chaplin era in carriera esattamente da un anno; questo segnerà il rapporto tra le parti.
Chaplin rimarrà deluso dagli studios della Essanay, di positivo troverà colleghi di valore come Ben Turpin. Nel cast anche Gloria Swanson agli inizi e destinata a luminosa carriera, per quanto Chaplin affermò di ricordarne una interpretazione legnosa e anonima.

## Distribuzione
Distribuito dalla General Film Company, il film - un cortometraggio di 31 minuti - uscì nelle sale cinematografiche USA il 1º febbraio 1915.